# Джем и холограмите
„Джем и холограмите“ (на английски: Jem and the Holograms) е щатска музикална драма от 2015 г., продуциран и режисиран от Джон М. Чу, по сценарий на Райън Ланделс, във филма участват Обри Пепълс, Стефани Скот, Хейли Киоко, Аурора Перино, Райън Гузман, Моли Рингуолд и Джулиет Люис.
Филмът заема елементи от анимационният сериал от 80-те години – „Джем“ на Кристи Маркс, продуциран е от „Алспарк Пикчърс“ (дъщерно дружество на „Хасбро Студиос“) и „Блумхаус Продъкшънс“. Филмът е театрално пуснат на 23 октомври 2015 г. от „Юнивърсъл Пикчърс“.

## Актьорски състав
| Актьор            | Роля                                                         |
| ----------------- | ------------------------------------------------------------ |
| Обри Пепълс       | Джерика „Джем“ Бентън, певица в групата „Джем и холограмите“ |
| Изабела Райс      | Джерика като млада                                           |
| Стефани Скот      | Кимбър Бентън, сестра на Джерика                             |
| Хейли Киоко       | Аджа, бившата сестра на Джерика и Кимбър                     |
| Аурора Перино     | Шейна, бившата сестра на Джерика и Кимбър                    |
| Уайнтър Перино    | Шейна като млада                                             |
| Джулиет Люис      | Ерика Реймънд, музикален продуцент                           |
| Райън Гузман      | Рио Реймънд, син на Ерика Реймънд                            |
| Моли Рингуолд     | Леля Бейли                                                   |
| Нейтън Мур        | Зипър                                                        |
| Барнаби Карпентър | Емет Бентън                                                  |
| Райън Хансен      | Стивън                                                       |
| Кудъс Филипи      | Ви Джей                                                      |

## В България
В България филмът е излъчен на 2 април 2019 г. по „Би Ти Ви Синема“ с български дублаж, записан в студио „Ви Ем Ес“. Екипът се състои от: 
| Озвучаващи артисти  | София Джамджиева Милица Гладнишка Ася Рачева Лина Шишкова Петър Бонев |
| Преводач            | Силвия Вълкова                                                        |
| Тонрежисьор         | Венелин Николов                                                       |
| Режисьор на дублажа | Радослав Рачев                                                        |